# 야노마미어족
야노마미어족 또는 야노맘어족(Yanomaman, Yanomam, Yanomami 등)은 베네수엘라와 브라질 국경에 걸쳐 분포하는 약 2만 명의 야노마미족 계통 사람들이 사용하는 언어들로 이루어진 어족이다.

## 언어
- 야남어(Yanami, Yanam, Ninam): 베네수엘라와 브라질에 900명
- 와이카어(Waiká, Yanomám): 주로 베네수엘라에 6,000명
- 야노마모어(Yanomamö, Yanomami): 주로 브라질에 20,000명
- 야로아메어(Ỹaroamë, Jawari): 브라질에 400명
- 야노마어(Yãnoma): 브라질에 128명
- 사누마어(Sanumá): 주로 베네수엘라에 5,100명

## 이름
"야노마미"(Yanomami)는 야노마미족의 자칭이 아니라 이들의 언어에서 "남자"나 "인간"을 뜻하는 단어이다. 미국의 인류학자 나폴리언 섀그넌(Napoleon Chagnon)은 민족의 타칭으로 이 단어를 도입하여 처음에 Ya̧nomamö라는 표기를 채택했는데, 한편 일부 학자들은 모음 [ɨ]를 표기하기 위해 Yanomamɨ라는 표기를 썼고, 출판 과정에서 발음구별 기호가 자주 사라져 Yanomami라는 표기가 등장했다.